# ブルース・リー
ブルース・リー（中: 李 小龍、日本漢字音読み:り しょうりゅう、粤拼: Lei5 Siu2 Lung4、英: Bruce Lee、1940年11月27日 - 1973年7月20日）は、香港人の中国武術家、武道家、俳優、哲学者。截拳道を創始したマーシャルアーティストとして知られる。本名は李 振藩（リー・ヂェンファン、り しんはん、英: Lee Jun-fan、粤拼: Lei5 Zan3 Faan4）。身長については167 - 175cmと諸説あるが、実際に面会した一部の人の証言などから170cm弱とされている。体重64kg。墓碑銘は『FOUNDER OF JEET KUNE DO（「截拳道の創始者」の意）』。リンダ・リー（旧姓エメリー）との間に一男一女。息子はブランドン・リー、娘はシャノン・リー。

## 生涯

### 出生・幼少時代

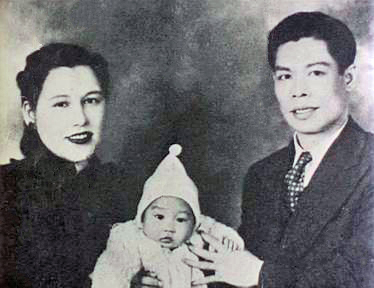
母・何愛瑜、ブルース、父・李海泉

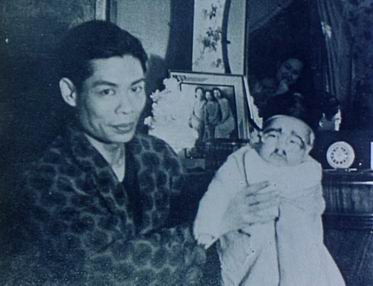
父親と

父親の中国系で粤劇の役者の李海泉と、白人（ドイツ人、イギリス人など諸説あり）と中国人のハーフの母・何愛瑜（香港の実業家何甘棠 の娘）が家族を連れて長期アメリカ巡業中、辰年の1940年11月27日、辰の刻（午前8時）にサンフランシスコの中華街の病院で生まれた。5人兄弟の次男、兄弟には、姉フィービー・リー（李秋圓）、アグネス・リー（李秋鳳）、兄・ピーター・リー（李忠琛）がいた。弟・ロバート・リー（李振輝）は、8歳下である。映画には芸名の李小龍で出演している。生後3ヶ月あまりでサンフランシスコで製作された映画『金門女』（広東語映画）に出演した。
その後イギリスの植民地下の香港に帰国。1941年12月から日本とイギリスの「香港の戦い」で日本軍勝利により、日本占領下におかれ映画の製作が止まったために出演作はないが、1945年8月に第二次世界大戦が終了後、製作が再開された8歳頃から子役として数多くの映画に出演。
また中華民国の上海精武体育会香港分会にて北派少林拳の邵漢生に指導を受け、節拳（弾腿門）などを学んだ。
また1953年13歳のブルース・リーは、詠春拳の使い手である葉問のもとで修業し喧嘩に詠春拳を使うため3年で破門となり、2年間兄弟子に教わる。その後ブルース・リーは高校ボクシング大会に出場しチャンピオンのイギリス人を1RでKOする。

イップ・マンと18歳のブルース・リー

### 渡米・結婚
しかし、何不自由なく育ち、日々喧嘩に明け暮れ、「俳優の不良息子」として悪名を知られたブルース・リーの将来を心配した父は、香港から渡米を命じる。18歳のリーは、わずか100ドルの所持金で単身渡米し、シアトルに移り住む。
新聞配達のアルバイトをして職業訓練学校のシアトル・セントラル・カレッジに通い高校卒業資格を得て、ワシントン大学哲学科に進学。勉学に励むかたわら、「振藩國術館」を開いて中国武術の指導を始める。
集まる生徒は日本人や中国人、それに黒人や白人にラテン系もいた。高校で哲学の講師もしていた。その頃、同じ大学の医学生で、道場の生徒だったスウェーデン系イギリス人リンダ・エメリーと結婚。その後、大学を中退し、道場経営に専念。截拳道（Jeet Kune Do/JKD/ジークンドー）を創始する。

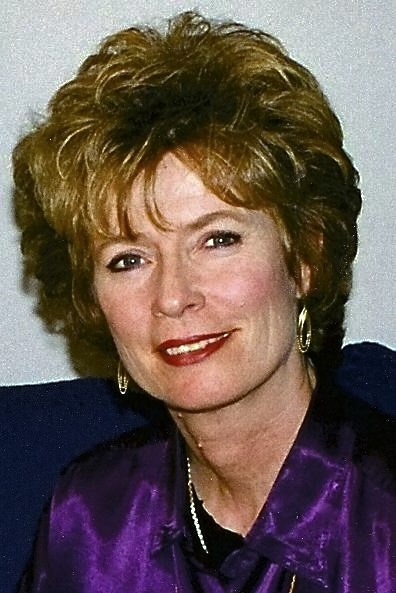
リンダ夫人
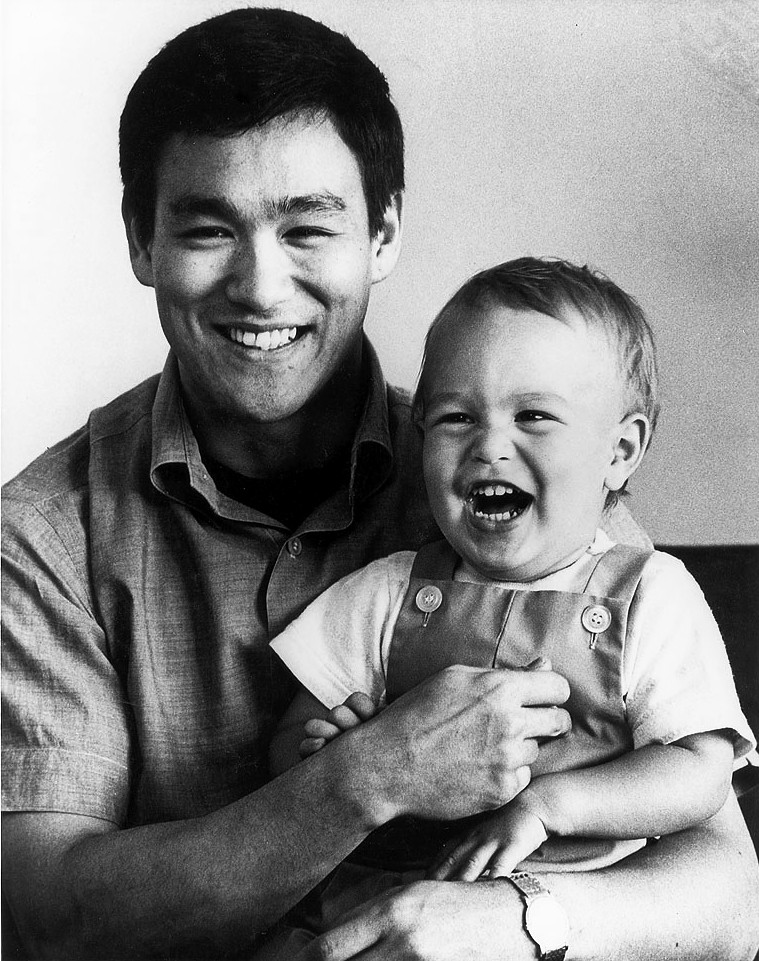
生まれたばかりの息子・ブランドンと

### 武道家からアクションスターへ
1966年に、アメリカの「ロングビーチ国際空手選手権大会」で詠春拳の演武をしたフィルムが、TVプロデューサーの目に止まり、TVシリーズ『グリーン・ホーネット』の準主役に抜擢される。正義のヒーロー「グリーン・ホーネット」の助手兼運転手として、目の周辺だけを隠すマスク をつけた日系アメリカ人のカトー役を演じ、派手なアクションで人気を博す。

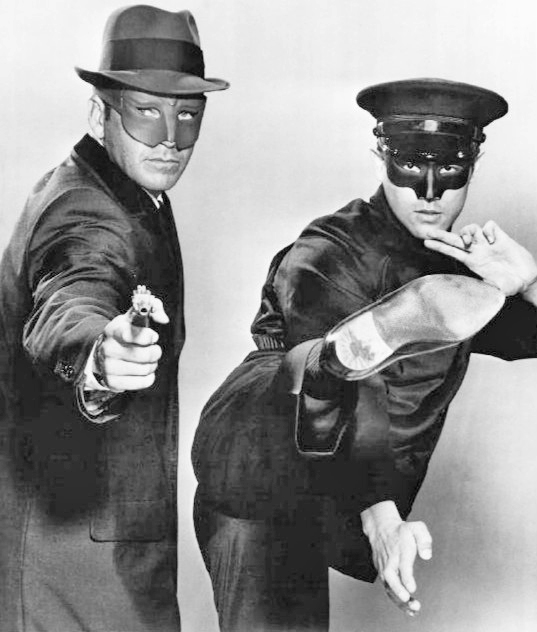
『グリーン・ホーネット』にて（右）

これをきっかけに、ロサンゼルスでハリウッドの俳優やプロデューサーを顧客に武術の個人指導をするようになり、TVや映画などのゲスト出演を重ねる。『グリーン・ホーネット』の後、アメリカの連続テレビドラマ『燃えよ!カンフー』を企画し、自ら主演を願ったが、東洋人であることなどを理由に叶わなかった。
1970年に、香港の大手映画会社のショウ・ブラザーズ（邵氏兄弟有限公司）から独立したレイモンド・チョウ（鄒文懐）が設立したばかりのゴールデン・ハーベスト（嘉禾娯楽事業有限公司）と1本1万香港ドルで2本の映画出演の契約をする。翌1971年に、成人後の初主演映画『ドラゴン危機一発』が公開され、香港の歴代興行記録を塗り替える大ヒットになった。リーは、一躍、香港のトップスターに躍り出る。
主演第2作の『ドラゴン怒りの鉄拳』（1972年）では主演と武術指導を担当し、3作目の『ドラゴンへの道』（1972年）では、自ら「コンコルド・プロダクション」（協和電影公司、ゴールデン・ハーベストとの共同出資）を設立し、製作・監督・脚本・主演の四役を担った。この3作によって、リーは香港で不動のトップスターの地位を築き、ゴールデン・ハーベストは興行収入で香港最大の映画会社となった。
1972年秋から、リーの2作目の監督映画『死亡遊戯』の撮影がスタートする。しかしハリウッドのワーナー・ブラザースとコンコルド・プロダクションとの合作映画『燃えよドラゴン』の企画が持ち上がり、『死亡遊戯』の製作は中断される。
1973年1月から、アメリカと香港の合作映画『燃えよドラゴン』の撮影が始まる。かつて『燃えよ!カンフー』の主演が叶わなかったリーの意気込みは並々ならぬものがあり、エキストラへの武術指導に始まり、脚本や撮影にも詳細な意見を出した。

### 死去

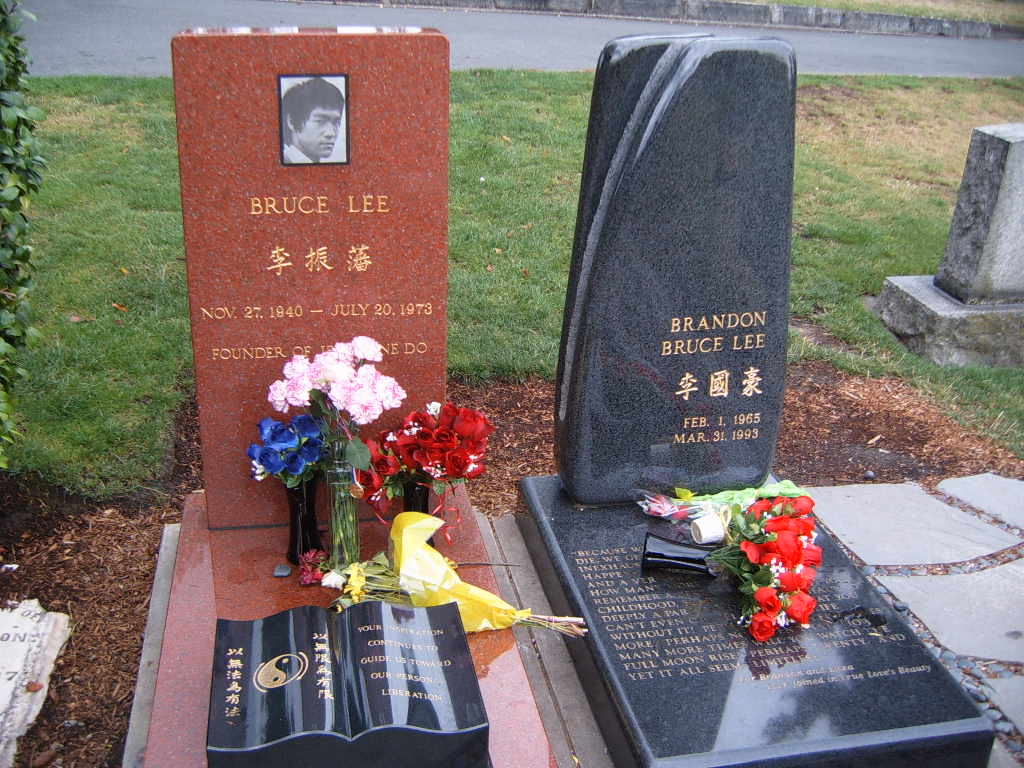
シアトル市内にあるブルース・リー親子の墓。墓には截拳道理念（Jeet Kune Do concept）である「以無限為有限　以無法為有法」と「YOUR INSPIRATION CONTINUES TO GUIDE US TOWARD OUR PERSONAL LIBERATION」が刻まれている。

1973年7月20日、リーは『死亡遊戯』で共演予定の女優、ベティ・ティン・ペイ（丁珮） の香港の自宅で頭痛を訴え、鎮痛剤（アスピリンを含むEquagesic）を飲んでベッドに横になった。しかし、そのまま昏睡状態に陥ったため、ティン・ペイはレイモンド・チョウを呼びそのままクィーン・エリザベス病院へ搬送されたが、死亡が確認された。32歳没。
公式な死因は脳浮腫である。司法解剖の結果、微量の大麻が検出された。検死報告によると、リーの脳は1,400gから1,575g（13%の増加）まで膨らんでおり、頭蓋内圧の亢進により脳幹が圧迫されて死に至ったと考えられている。
リーは、『燃えよドラゴン』の撮影約1か月後の1973年5月10日、ゴールデン・ハーベストのスタジオで音声吹き込み中に昏倒して意識不明の重体に陥り、そのまま病院に運ばれ2時間後に回復するも入院し、13日には退院している。その後、渡米し精密検査を受けるが結果は異常なしであったとされる。脳浮腫が起きた原因は背中の古傷に長年使っていた痛み止め薬と、その晩に服用した頭痛薬の副作用といわれている。
一部で既にリーの脳にあった腫瘍にこれらの薬が作用して破裂を起し脳浮腫になったという説もあるが、検死解剖では脳浮腫が確認されているのみで、脳腫瘍ならびにその破裂による脳内出血の報告はない。
死因に関して紛糾したため、香港政庁は1973年9月に死因究明裁判を開いた。同法廷書記長の藩健成によると、イギリス統治下にあった香港で出された正式な判決は「死因不明」であり、脳浮腫が起きた原因は確定されなかった。
葬儀は香港とシアトルで行われた。香港では数万人のファンが葬儀に参列し、シアトルの葬儀にはリーの弟子だったジェームズ・コバーンやスティーブ・マックイーンも参列した。遺体はシアトルのダウンタウン近くのレイクビュー墓地に埋葬された。

### 死後
リーの死後、彼が待望していた主演作『燃えよドラゴン』がアメリカを皮切りに世界各地で公開され、ヒットした。しかし、地元香港では、前作『ドラゴンへの道』の興行収入を大きく下回った。
『燃えよドラゴン』でアクションスターとして世界的に知名度が上昇した時、すでにリーは亡くなっていた。死後、『ドラゴン危機一発』などの過去の映画が世界中に配給された。

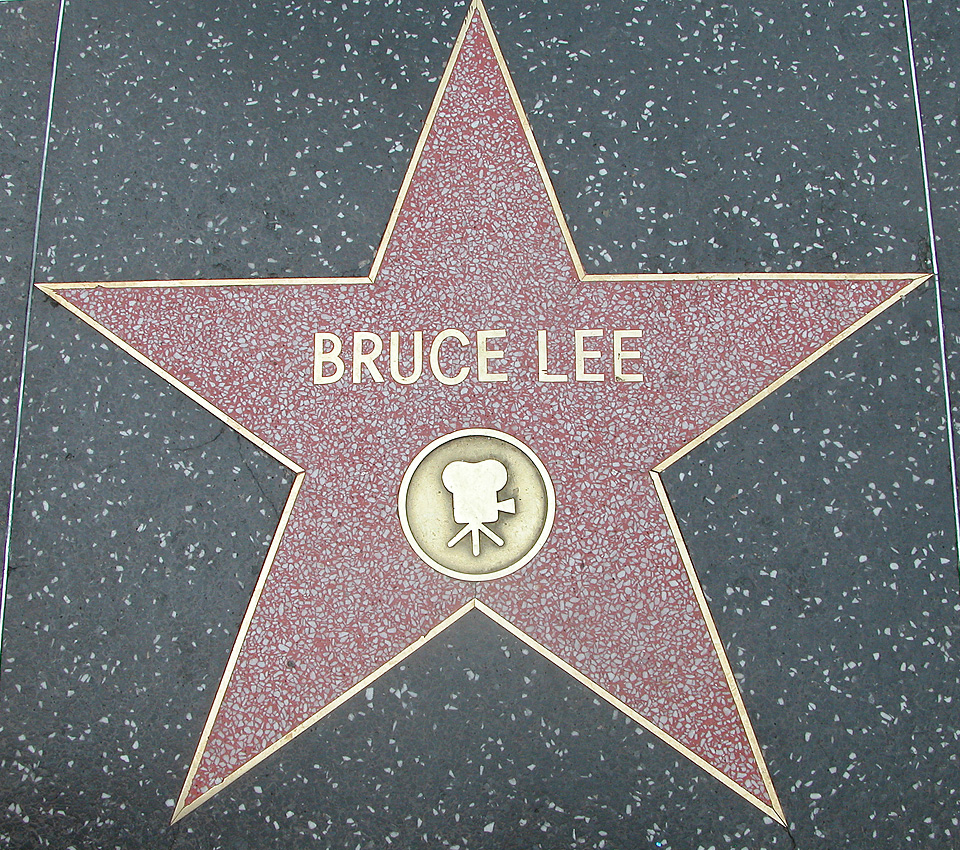
米国・ハリウッド・ウォーク・オブ・フェーム、リーのスター
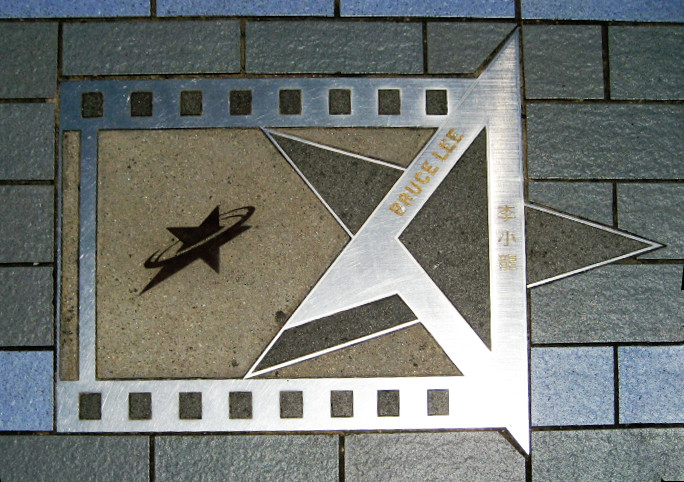
香港・星光大道、リーのスター
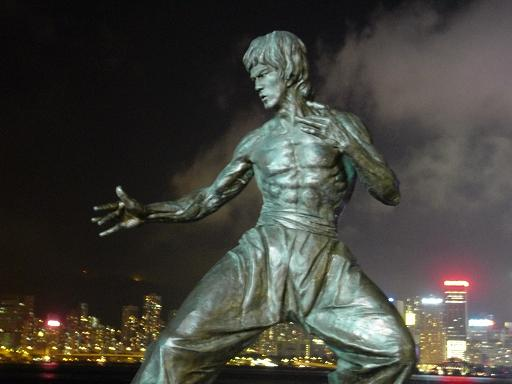
星光大道のブルース・リーの銅像（英語版）
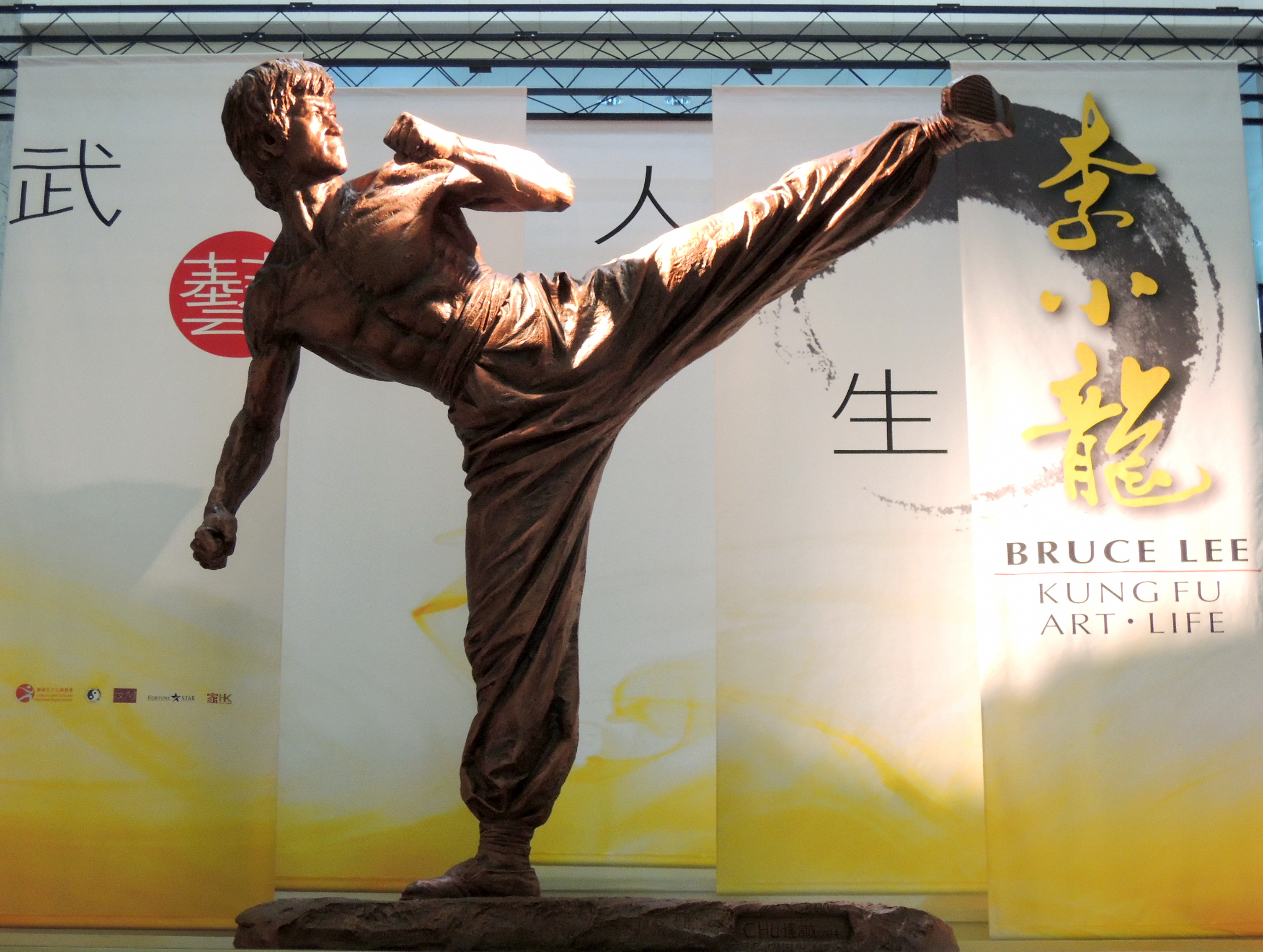
香港文化博物館の彫像

## 人物

### 怪鳥音
格闘の際に発する「アチョー」という独特の叫び声は「怪鳥音」（かいちょうおん）と呼ばれる。1970年代前半の香港映画界はリーの母国語でもある香港現地語の広東語ではなく北京語で製作される映画が主流であり、リーの成人後の映画は全て北京語声優によりセリフが北京語に吹き替えられたため、リー本人の声ではない（「燃えよドラゴン」ワーナー国際英語版を除く）（リーの死後1980年代に作られた広東語版は別人によるさらなる吹き替え音声である）が、怪鳥音だけはリー自身の声である。ただし北米版『ドラゴンへの道』と国際版『死亡遊戯』だけは、怪鳥音の掛け声も別人の吹き替えになっている。

### 武道家
リーが正式に門下に入ったのは詠春拳のみだが、北派の中国拳法も数多く研究していた。『グリーン・ホーネット』のオーディション映像などでさまざまな型を演ずるのを見ることができる。なおオーディションで演舞した虎の型、龍の型などは即興で行ったもので中国武術には存在する。
アメリカ合衆国の空手家であるジョー・ルイスは1967年にリーと出会い、截拳道で導入されていたボクシンググローブとヘッドギアを身に纏ってのスパーリングや、格闘哲学を参考にした。それまでアメリカ国内の空手の試合は、対戦相手の体に直接打撃せずに寸止めでポイントを争う試合が一般的だった。1970年1月17日に開催された空手大会では、スペシャルマッチとしてロサンゼルスで初めて、ボクシンググローブを着用して直接打撃する試合が行われた。ルイスは対戦相手のGreg Bainesに2ラウンドKO勝ちし、1974年にはアメリカンキックボクシングの団体であるPKAを設立している。
以上の歴史的事実から、ジョー・ルイスはブルース・リーこそアメリカにおけるフルコンタクト空手、つまりアメリカのキックボクシングの父であり、上記の試合でリーから学んだダブルフックのコンビネーション、ポジショニングの確立、速やかに距離を詰めることの重要性、爆発力を伴った最初の一撃といったリーが常に強調していた原則を念頭に置いた試合運びを心がけたことを、自身の教則ビデオ、What Bruce Lee Taught Meの冒頭、上記のGreg Bainesとの試合動画のナレーションにて告白している。1971年 - 1988年の間、アメリカでPKAやWKAといったフルコンタクト空手の独立ランキングを管轄していたSTAR（Standardized Tournaments and Ratings）システムは、年間最優秀選手並びに貢献した関係者を各年毎に表彰していたが、Greg Baines戦におけるジョー・ルイスのＫＯ勝利に貢献したとして、1971年のTRAINER-COACH OF THE YEARにブルース・リーを選出している。

#### トレーニング
ブルース・リーの1963年から1971年にかけてのトレーニング記録表のサンプルで確認できるが、彼がトレーニング方法に最適なエクササイズと戦闘テクニックをプログラムで習得するにつれて、トレーニング方法が頻繁にどのように進化し続けたことがわかる。ブルース・リーは暇さえあればトレーニングをしていて、自分の可能性を最大限に引き出す方法を常に探していた。
1963年の訓練方法は主に伝統的な方法で行われていた。彼のトレーニング記録から、ブルース・リーのトレーニングは、詠春拳とシル・ラム・タオに由来するパンチとキックのエクササイズで構成されていた。1965年からは持久力とスタミナを高めるために心血管ルーチンを開始していた。彼の有酸素運動は、サイクリング、ランニング、縄跳びで構成されていた。ブルースは一日の始まりに週に3回4マイル（6km）を走っていた。彼はしばしばこれらのセッションをファートレックタイプのトレーニングとして実行し、通常のペースに戻る前に短いバーストでスピードを上げて走り込んでいた。残りの3日間、リーは一度に30分間ロープスキッピング（縄跳び）を取り入れていた。ブルース・リーは、バランス力をさらに伸ばすために、片足を上げて縄跳びをすることがあった。彼はそれが足を軽く保つのに役立つだけでなく、彼の健康にも役立つと信じていた。またこれらの日には、彼はさらにフィットネス作業のためにエアロバイクでさらに45分のサイクリングを追加していた。
時折、トレーニングによる能力の停滞を避けるために、サーキットトレーニングを行っていた。彼は8〜12種目でメニューを組み、一種目ごと30〜60秒間で休むことなく全種目行われた。
ブルース・リーは俳優として映画ビジネスの世界で活躍し、多忙をきわめるなかにあっても武道家として修行を怠ることはなかった。海外でのロケーションなどでしばらく自宅を離れるときは、専用の運動靴を持参し、ロケ先でトレーニングを行っていた。暇さえあればボールを繰り返し握る握力向上の鍛錬やパンチをできるだけ早く打ち続けるトレーニングを行っていた。
モハメド・アリのビデオをすべて所有し、トレーニングに利用していた。リー自身はサウスポースタイルを基本としていたため、オーソドックススタイルのアリのビデオを鏡に映して模倣し、その動きが本来の自分の動きになるまでトレーニングをした。
筋力トレーニングとして、アイソメトリック・トレーニング（アイソメトリクス）を積極的に取り入れていた。
『燃えよドラゴン』の監督ロバート・クローズは撮影当時を振り返り、著書である『ブルース・リーの燃えよドラゴン完全ガイド』でブルース・リーを「それは今までに見たことのない物凄い体付きをしていた」と表現している、また、『燃えよドラゴン』製作に携わった映画プロデューサーのポール・ヘラーは、ロバートの著書でブルース・リーの体を「彼の体はまるでマホガニーの木のようだった」とも書いている。また、撮影での武術指導をするブルース・リーをサム・ゴークと称賛していた。意味は速くパワーがあるという意味だという。
『燃えよドラゴン』のセットにいる間、ブルース・リーは戦いのシーケンスをリハーサルしながらシャツを脱いで歩き回っていた。ロバート・クルーズの妻は彼の体格を賞賛し、彼の筋肉を触っていいか聞いてみた。彼は彼女に屈曲した二頭筋を触ってみてと言った。彼女はそれに触れて、彼の筋肉が「暖かい大理石のように」感じたと周りに話していた。

### その他
ダンスの才能もあり、チャチャが最も得意だった。香港のダンスコンテストで優勝したこともある。
大学で哲学を専攻していたこともあり、西洋および東洋思想に精通していたばかりか、ナポレオン・ヒルからジッドゥ・クリシュナムルティ まで研究していた。その成果は、截拳道の思想面に活かされている。体を壊し、数ヶ月間の療養生活を余儀なくされた期間、数多くの本を読み漁りそれらを合わせると図書館ができあがるほどであった。また画才もあり、古代中国の武術家のイラストでデッサン力や構図の構成力が発揮されている。
燃えよドラゴンでも見られるヌンチャクは代名詞になっているが、そのほかにも「タバクトヨク」というカリの武器などもある。

## 交友

### 友人・後輩
- ユニコーン・チャン（中国語版） - リーの亡くなった14年後の1987年に交通事故にて死去した際、香港では「あの世で寂しくなった李小龍が、親友の小麒麟を連れて行った」と噂された。[要出典]
- サモ・ハン・キンポー - 初対面の際、ブルース・リーは目にも止まらぬ速さのサイドキックを一瞬で顔ぎりぎりのところで止めて見せ、あまりにも強烈な挨拶に腰が引けたという。[要出典]
- ジャッキー・チェン - 『ドラゴン怒りの鉄拳』で門下生役とスタントマン、『燃えよドラゴン』では擬斗の相手で出演。
- チャック・ノリス - 『ドラゴンへの道』の敵役で共演。
- ロマン・ポランスキー　- 格闘技の師匠で自宅やスイスのグシュタードにある別荘に招くなど交流があった。

### 縁のある日本人
- 千葉真一 - リーは千葉の大ファンで[8]、リーから千葉に共演を申し入れたことがある[9]。
- 西本正 - 『ドラゴンへの道』『死亡遊戯』の撮影監督で、リーとは一緒にすき焼きを食べに行くなど交友があった[10]。
- 勝新太郎 - リーは『座頭市』のファンで[11]、自身が盲目の中国武術家を演じる写真も残っている[12]。
- 倉田保昭 -交友関係があった[13]。『ドラゴン怒りの鉄拳』撮影時に倉田がリーにプレゼントしたヌンチャクが同作で使用されたことから、ヌンチャクブームが起こった[14][15]。倉田は「ヌンチャクといえばブルース・リーのものになり、彼のマネをするのはタブーなので、わたしがヌンチャクを使えなくなってしまった。プレゼントしたのはわたしなのに…」と発言している[14]。倉田は千葉真一と共演していたので「千葉さんはアップに相当気を使われるし、そのアップのときの演技は素晴らしいものだった。一方のブルース・リーは私に『アクション俳優とは頭から指先までパワーが満ち満ちているのが一番だ』と語った[16]」と、二人の演技の違いを評している。
- 出村文男 – ブルース・リーにヌンチャクを紹介した。リーの死後も家族と深い親交が今でもある。[要出典]

## 門下生

### 直弟子
- ダン・イノサント - イノサントアカデミー代表。
- テッド・ウォン（英語版）- リーの弟子でスパーリングパートナー。リー滅後は截拳道の普及に努めた。
- ターキー木村（英語版）- 日系二世の武道家。リーの弟子で「振藩國術館」の設立に関わり、シアトルの道場の責任者でもあった。
- カリーム・アブドゥル＝ジャバー
- ジェームズ・コバーン - 親交が深く2人で脚本を手掛けた『サイレントフルート（英語版）』という映画で共演する予定だった。インドでロケ・ハンまで行われたが、リーの死で中止となった[注 12]。
- スティーブ・マックイーン - チャック・ノリスにも師事している。
- リチャード・バステロ（英語版）
- ロマン・ポランスキー

## 主な出演作品

### 少年期
香港で少年期、青年期に出演した作品。いくつかは香港、アメリカなどでVCD、DVDがリリースされている。日本では2003年に"BRUCE LEE ULTIMATE COLLECTION -李小龍的追悼秘蔵収集- ブルース・リー アルティメット・コレクション"のタイトルで販売された。
- 『金門女（英語版）』（1941年）小李海泉名義
- 『萬紫千紅』（1948年） 新李海泉名義
- 『富貴浮雲』（1948年）李鑫/新李海泉名義
- 『夢裡西施』（1949年）小李海泉名義
- 『樊梨花』（1949年）新李海泉名義
- 『花開蝶滿枝』（1950年）李敏/小李海泉名義
- 『細路祥（英語版）』（1950年）日本題名『ドラゴン スモール・ブラザー』李龍名義
- 『凌霄孤雁』（1950年）
- 『人之初』（1951年）
- 『苦海明燈』（1953年）日本題名『ドラゴン スパーク・オブ・ホープ』
- 『慈母涙』（1953年）
- 『父之過』（1953年）
- 『千萬人家』（1953年）日本題名『ドラゴン ミリアッド・ファミリー』
- 『危樓春曉（英語版）』（1953年）
- 『愛（上集）』（1954年）
- 『愛（下集）』（1954年）
- 『孤星血涙（英語版）』（1955年）日本題名『ドラゴン オーファン』
- 『守得雲開見月明』（1955年）
- 『孤兒行』（1955年）
- 『兒女債』（1955年）
- 『詐癲納福』（1956年）
- 『早知當初我唔嫁』（1956年）
- 『雷雨（英語版）』（1957年）
- 『甜姐兒』（1957年）
- 『人海孤鴻（英語版）』（1958年）

### 渡米後
TVシリーズ
- 『グリーン・ホーネット』（1966年 - 1967年、原題：The Green Hornet）全26話に出演。助手「カトー」を演じる。

毎週金曜日の午後7時半から8時に米ABC系で放映。日本では1967年にテレビ放映。死後、4話ずつ繋ぎ合わせ『ブルース・リーのグリーン・ホーネット』（1973年、原題:The Green Hornet / ビデオ邦題：ブルース・リーINグリーン・ホーネット）、および『ブルース・リー 電光石火』（1976年、原題:Fury Of The Dragon / ビデオ邦題：ブルース・リーINグリーン・ホーネット2 電光石火）として劇場版が製作された。
- 『バットマン』（1966年 - 1967年、原題：Batman）3話にカトー役でゲスト出演。
- 『鬼警部アイアンサイド』（1967年、原題：Ironside）空手道場範師レオン・スー役で出演。
- 『Blondie』（1968年）カラテ道場範師Mr. Yoto役で出演。
- 『略奪された百人の花嫁』（1968年、原題：Here Come The Brides）

"Marriage, Chinese Style"の回に中国人花婿役で出演。
- 『復讐の鬼探偵ロングストリート』（1970年 - 1971年、原題：Longstreet）

"The Way of The Intercepting Fist"、"Spell Legacy Like Death"、"Wednesday's Child"、"I See, Said The Blind Man"の4エピソードに出演。
映画
- 『かわいい女』（1969年、原題：Marlowe） - ウィンスロー・ウォン（中国人の殺し屋）

### 香港帰国後
映画
- 『ドラゴン危機一発』（1971年、原題：唐山大兄 THE BIG BOSS）- 鄭潮安（チェン・チャオワン）※1971年10月31日 - 11月22日 319万7416香港ドル、香港では『サウンド・オブ・ミュージック』や『残酷ドラゴン 血斗竜門の宿』を破る最高記録。日本では1974年の洋画部門の配給収入第4位、6億円
- 『ドラゴン怒りの鉄拳』（1972年、原題：精武門 FIST OF FURY）- 陳真（チェン・ジェン）※日本では1974年洋画部門の配給収入第4位（『ドラゴン危機一発』と同額）、6億円
- 『ドラゴンへの道』（1972年、原題：猛龍過江 THE WAY OF THE DRAGON）- 唐龍（タン・ロン）※日本では1975年の洋画部門の配給収入第6位、7億7200万円。
- 『燃えよドラゴン』（1973年、原題：ENTER THE DRAGON 龍争虎闘）- 李振強（リー）※日本では1974年洋画部門の配給収入第2位、16億4200万円
- 『死亡遊戯』（1978年、原題：死亡遊戯 GAME OF DEATH）- 呂比利（ビリー・ロー）※この映画を「リー主演映画」とすることには一部で異論がある。日本では1978年の洋画部門の配給収入第5位、14億5000万円。

### 短編フィルム
リーの死後、未公開映像として公開されたもの。
- 「チャーリー・チャンの息子」スクリーンテスト（1966年）
- 「グリーン・ホーネット」スクリーンテストフィルム1&2（1966年）
- 「グリーン・ホーネット」衣装テストフィルム（1966年）
- 「U.S. Gung Fu Television Demo」（1966年）

テレビ番組「Milton Berle Show」に出演した際の武術デモンストレーション。
- 「Bruce Lee : The Lost Interview」（1971年）

カナダの作家ピエール・バートンが香港TVBスタジオでインタビューしたフィルム。現存する唯一のインタビュー映像。
- 「アーナ・カプリフィルム」

『燃えよドラゴン』で競演した女優のアーナ・カプリが個人撮影した8ミリフィルム。イベントで公開された。

### 関連映画・ドラマ
リーが間接的に関係する映画、未発表フィルムを使った映画、ドキュメンタリー映画など。
アクション指導
- 『サイレンサー/破壊部隊』（1968年、ディーン・マーティン主演）
- 『春の雨の中を（英語版）』（1969年、アンソニー・クイン主演）

原案
- 『燃えよ!カンフー』（1973年、デビッド・キャラダイン主演）
- 『サイレントフルート（英語版）』（1977年、デビッド・キャラダイン主演）

未発表フィルム使用
- 『死亡の塔』（1980年、タン・ロン主演）
- 『Bruce Lee in G.O.D 死亡的遊戯』（2000年、デヴィッド・リー（中国語版）がブルース役）

ドキュメンタリー映画&TVドキュメンタリー
- 『ブルース・リーの生と死（英語版）』（1973年）
- 『ブルース・リー 恐怖の鉄拳 死の香り（英語版）』（1980年）
- 『ブルース・リー神話』（1984年）
- 『ブルース・リー/マーシャルアーツ・マスター』（別邦題：ブルース・リー ザ・レジェンド/新マーシャルアーツ・マスター、1990年）
- 『燃えよブルース・リー/不滅のドラゴン』（1992年）
- 『ブルース・リー伝説』（別邦題：ブルース・リー 最後の伝説、1993年）
- 『実録ブルース・リー/ドラゴンと呼ばれた男』（1993年）
- 『ブルース・リーよ永遠に』（1999年）
- 『受け継がれる魂 ブルース・リーの軌跡』（2001年）
- 『ブルース・リー チェンジ・ザ・ワールド』（2009年）
- 『アイ アム ブルース・リー』（2012年）

※その他、リーの映像を一部だけ使い「ブルース・リー出演」と銘打った映画は、『麒麟掌』（1973年、小麒麟（ユニコーン・チャン）主演。武術指導をしている姿を盗み撮りして無断使用）など数多い。

## 著作
- Chinese Gung-Fu: The Philosophical Art of Self Defense (ブルース・リーの処女作) – 1963
  - 松宮康生訳『基本中国拳法』フォレスト出版、1998年
- Tao of Jeet Kune Do (死後出版) – 1973
  - 風間 健、灰田匡江訳『秘伝截拳道への道』コンコルド東通 ベストブック社、1976年
  - 奥田祐士訳『截拳道（ジークンドー）への道』キネマ旬報社、1997年
- Bruce Lee's Fighting Method (死後出版) – 1978
  - M・ウエハラ共著、松宮康生訳『ブルース・リー格闘術〈Vol.1〉護身術編』フォレスト出版、1997年
  - M・ウエハラ共著、松宮康生訳『ブルース・リー格闘術〈Vol.2〉基本トレーニング編』フォレスト出版 、1997年
  - M・ウエハラ共著、松宮康生訳『ブルース・リー格闘術〈vol.3〉実戦編』フォレスト出版、1997年
  - M・ウエハラ共著、松宮康生訳『ブルース・リー格闘術〈vol.4〉上級テクニック編』フォレスト出版、1997年

## 伝記映画・ドラマ
伝記映画
- 『ブルース・リー物語』（1976年、ホー・チョンドー主演）
- 『ドラゴン/ブルース・リー物語』（1993年、ジェイソン・スコット・リー主演）
- 『李小龍 マイブラザー（中国語版）』（2010年、アーリフ・リー主演）
- 『バース・オブ・ザ・ドラゴン（英語版）』（2016年、フィリップ・ン主演）

伝記テレビドラマ
- 『ブルース・リー伝説（中国語版）』（2008年、中国中央電視台制作、陳国坤主演）

全50話の伝記ドラマ。中国にて平均視聴率・最高視聴率の新記録を打ち立てた。日本ではBS日テレで放送。

## パロディ・オマージュ映画、リーに影響された映画など
詳細はブルース・リーが主演・出演している映画・ドラマのそれぞれの項を参照。
- 『ドラゴン水滸伝』 - 1975年。『封神演義』を題材としたアニメ映画。リーを思わせる風貌の楊戩が登場する。
- 『ブルース・リーを探せ!（中国語版）』 - 1976年。リーの死の謎を、ブルース・リィ演じる親友の武術家が探るというストーリー。
- 『ケンタッキー・フライド・ムービー』 - 1977年。オムニバス・ギャグ映画で、そのスケッチの一つに、『燃えよドラゴン』のパロディ『燃えよ鉄拳(A Fistful of Yen)』がある。
- 『燃えよデブゴン』 - 1978年。サモ・ハン・キンポーが、リーへのオマージュを込めて制作した映画。
- 『秘録ブルース・リー物語（英語版）』 - 1978年。タイトル以外はほぼ無関係な映画。
- 『複製（クローン）人間ブルース・リー/怒りのスリー・ドラゴン（英語版）』 - 1982年。英国諜報部が死んだリーの細胞から3人のクローン人間を作り出したという設定の作品。
- 『ラスト・ドラゴン（英語版）』 - 1985年。リーに憧れる黒人青年の物語。
- 『シンデレラ・ボーイ』 - 1985年。亡くなったリーの霊が主人公を鍛える青春アクション映画。
- 『コイサンマン、キョンシーアフリカへ行く』 - 1991年。ニカウさんがブルース・リーの霊を憑依させて戦う。
- 『ワンス・アポン・ア・タイム・イン・ハリウッド』 - 2019年。『サイレンサー/破壊部隊』でシャロン・テートのアクション指導をしていた実話から、リーが撮影現場で副主人公・クリフに喧嘩を仕掛け、投げ飛ばされる架空のエピソードが作られた。

## ソックリさん
リーの死後、香港や台湾では「ドラゴン映画」「リー映画」が数多く製作され、多くのソックリさんが登場した。いずれもヒット作品とはならなかったが、一部には「ソックリさん映画」のコレクターもいる。
- ブルース・リィ（ホー・チョンドー） - 台湾の武道家・俳優。日本のTVドラマ『Gメン'75』にも出演した。
- ドラゴン・リー - 韓国出身の俳優。
- ブルース・リ - 香港の俳優。
- タン・ロン - 韓国出身の俳優。『死亡の塔』に主演。
- 石天龍（シー・テンロン、ドラゴン・セキ）[17][18] - 中国の俳優。『フィスト・オブ・フューリー 復活!ドラゴン怒りの鉄拳』『復活 ドラゴン危機一発』『復活 死亡遊戯』に主演。
- 陳国坤（チャン・クォックァン） - 香港の俳優。周星馳（チャウ・シンチー）によって見出され、『少林サッカー』『カンフーハッスル』に出演。連続テレビドラマ『ブルース・リー伝説（中国語版）』や映画『イップ・マン 継承』では、リーを演じる。
- すわ親治 - 日本のコメディアン。バラエティー番組『8時だョ!全員集合』でリーの物真似をしていた。

## 伝記
- マシュー・ポリー『ブルース・リー伝』棚橋志行訳、亜紀書房、2019年
- 四方田犬彦『ブルース・リー　李小龍の栄光と孤独』晶文社、2005年／ちくま文庫、2019年7月
- 『現代思想 総特集ブルース・リー　没後40年、蘇るドラゴン』青土社、2013年10月臨時増刊
- 『ブルース・リー　生きつづける魂』河出書房新社<文藝別冊ムック>、2019年8月
- 『ブルース・リー　命を焼きつけた100分』河出書房新社、2016年

## エピソード
- 日本での劇場公開時、『ドラゴン危機一発』、『ドラゴン怒りの鉄拳』、『ドラゴンへの道』の3作には、日本側の配給元がマイク・レメディオスが歌う日本オリジナルの主題歌やBGMを挿入していた。現在、発売されているDVDには、当時の主題歌やBGMは使われていない。長年レメディオスは「謎の歌手」だったが、日本のファン[19] がポルトガル系香港人だと突き止めた。その後、ファンが主導して主題歌の再収録[20] や、日本にノラ・ミャオとともに招いてトークイベント[21] などが行われ、2007年10月に新たに収録した「SONG OF DRAGON Mike Remedios The Final」（Chife Delight Music）というCDが発売された。
- 遺品である免許証、サングラス、契約書が『開運!なんでも鑑定団』（2004年6月22日放送）に登場。高額な鑑定結果となった。また、2025年2月25日放送分にも同番組に遺品3点が登場し、これらも高額な鑑定結果となった。

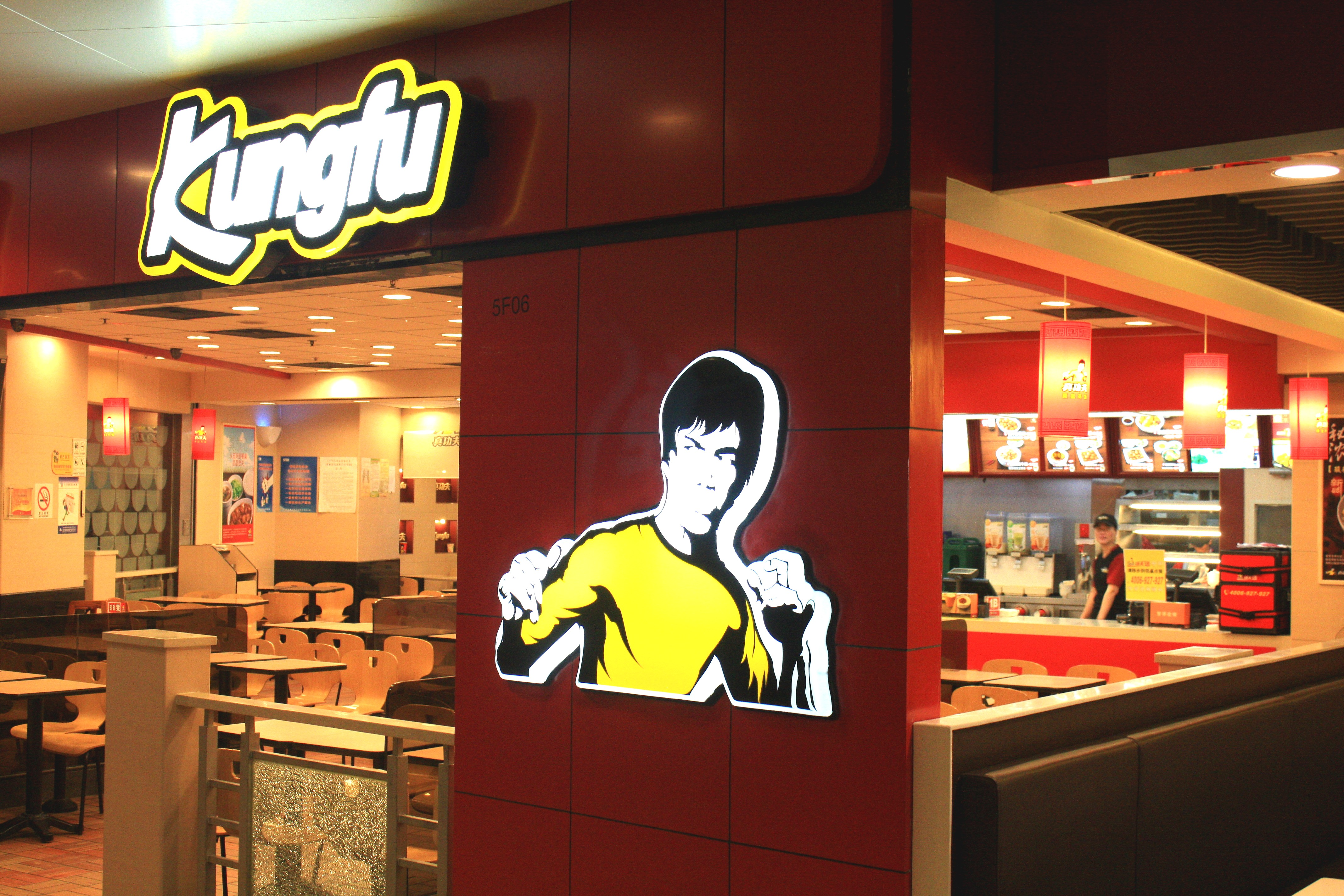
真功夫(上海)

- 広州市に本店を有し、中国全土に500以上の店舗を構える大手レストランチェーン『真功夫』（1990年創業）は、2004年以来、店内外に格闘家のロゴ（その着衣が『死亡遊戯』におけるブルース・リーの衣装を想起させるものもある）を用いている。真功夫は、これをブルース・リーとは言っておらず、遺族などにも許諾を取っていなかったが、2019年12月娘のシャノン・リーは、肖像権を侵害しているものとし、２.１億元の損害賠償を提訴、現在係争中である[22]。

## 記念施設
- 父の故郷である広東省順徳市（現・仏山市順徳区）には2008年までに複数の記念館が開設された[23]。一方、香港では1999年頃と2005年に記念館の構想が出されたがいずれも頓挫している[23]。2009年にも香港の2階建ての旧宅を記念館にする計画が出たが[23]、所有者が同意せず、2011年に計画は頓挫したと報じられた[24]。
- ファンクラブ「李小龍会」によって2000年に香港で展示販売施設を開設した[25]。中断後、2019年に香港の別のビルに移転したが、資金難となり2025年7月1日の営業が最終日となった[25]。
- ボスニア・ヘルツェゴビナの都市モスタルにブルース・リー像（英語版）が立てられている。

## 受賞歴
- ブルース・リーが受賞した賞と栄誉のリスト（英語版）